# Euharlee (Géorgie)
Euharlee est une ville américaine située dans le comté de Bartow, en Géorgie. Selon le recensement de 2020, sa population est de 4 268 habitants.